# Euchlorin
Euchlorin ist ein sehr selten vorkommendes Mineral aus der Mineralklasse der „Sulfate, Selenate, Tellurate, Chromate, Molybdate und Wolframate“ (einschließlich Selenate und Tellurate) mit der idealisierten chemischen Zusammensetzung KNaCu3[O|(SO4)3] und ist damit chemisch gesehen ein Kalium-Natrium-Kupfer-Sulfat mit zusätzlichen Sauerstoffionen.
Euchlorin kristallisiert im monokline Kristallsystem und entwickelt in Richtung der a-Achse [100] tafelige Kristalle mit rechteckigem Querschnitt bis etwa zwei Millimeter Größe, findet sich aber meist in Form krustiger Überzüge. Das Mineral ist durchscheinend und von dunkel smaragdgrüner bis hell türkisgrüner Farbe bei pistaziengrüner Strichfarbe. Eine Beschreibung des Oberflächenglanzes fehlt bisher.

## Etymologie und Geschichte
Entdeckt wurde Euchlorin bereits 1869 durch Arcangelo Scacchi nach einem Vulkanausbruch an den Fumarolen des Vesuv in der italienischen Region Kampanien. Die Erstbeschreibung des Minerals erfolgte allerdings erst 1884 durch seinen Sohn Eugenio im italienischen Fachmagazin Rendiconto dell'Accademia delle Scienze Fisiche e Matematiche, der es in Anlehnung an dessen charakteristische hellgrüne Farbe nach dem griechischen Wort εΰχλωρος (eukhlōros) für grünlich, gelblich benannte. Dieses setzt sich wiederum aus εΰ (eu) für fein oder schön und χλωρος (khlōros) für hellgrün zusammen.
Euchlorin war zwar als Cu-Na-K-Sulfat bekannt, jedoch fehlte eine genaue Bestimmung der chemischen Zusammensetzung. 1989 führten F. Scordari, F. Stasi und A. De Marco daher eine Neuanalyse des Minerals anhand einer Probe aus der Sammlung des Mineralogischen Museums von Neapel (italienisch: Real Museo Mineralogico), die als „Euchlorin vom Vesuv, 1880“ gekennzeichnet war.
Aufgrund der Erstbeschreibung vor der Gründung der International Mineralogical Association (IMA) 1958 ist das Mineral trotz der erst später ermittelten, genauen Zusammensetzung als sogenanntes grandfathered Mineral (G) registriert.

## Klassifikation
In der veralteten 8. Auflage der Mineralsystematik nach Strunz war der Euchlorin noch nicht aufgeführt.
In der zuletzt 2018 überarbeiteten Lapis-Systematik nach Stefan Weiß, die formal auf der alten Systematik von Karl Hugo Strunz in der 8. Auflage basiert, erhielt das Mineral die System- und Mineralnummer VI/B.06-010. Dies entspricht der Klasse der „Sulfate, Chromate, Molybdate und Wolframate“ und dort der Abteilung „Wasserfreie Sulfate, mit fremden Anionen“, wo Euchlorin zusammen mit Parawulffit und Wulffit eine unbenannte Gruppe mit der Systemnummer VI/B.06 bildet.
Die von der International Mineralogical Association (IMA) zuletzt 2009 aktualisierte 9. Auflage der Strunz’schen Mineralsystematik ordnet den Euchlorin in die Klasse der „Sulfate (Selenate, Tellurate, Chromate, Molybdate und Wolframate)“ und dort in die Abteilung „Sulfate (Selenate usw.) mit zusätzlichen Anionen, ohne H2O“ ein. Hier ist das Mineral in der Unterabteilung „Mit mittelgroßen und großen Kationen“ zu finden, wo es zusammen mit Fedotovit eine unbenannte Gruppe mit der Systemnummer 7.BC.30 bildet.
In der vorwiegend im englischen Sprachraum gebräuchlichen Systematik der Minerale nach Dana hat Euchlorin die System- und Mineralnummer 30.03.01.01. Das entspricht der Klasse der „Sulfate, Chromate und Molybdate“ und dort der Abteilung „Wasserfreie Sulfate mit Hydroxyl oder Halogen“. Hier findet er sich innerhalb der Unterabteilung „Wasserfreie Sulfate mit Hydroxyl oder Halogen mit verschiedenen Formeln“ als einziges Mitglied in einer unbenannten Gruppe mit der Systemnummer 30.03.01.

## Chemismus
Sieben Analysen mit der Elektronenstrahl-Mikrosonde ergaben eine durchschnittliche Zusammensetzung von 44,50 % CuO, 8,41 % K2O, 6,47 % Na2O, 0,07 % CaO, 0,17 % MgO, 0,06 % Al2O3, 42,18 % SO3 (Σ= 101,86 Gew.-%). Auf der Kalkulationsbasis von 100 Gew.-% wurde daraus die empirische Formel Na1,180K1,012Ca0,007Mg0,024Cu3,146O1,273(SO4)3 ermittelt, die zu NaKCu3O(SO4)3 idealisiert wurde.
In der idealisierten, theoretischen Zusammensetzung besteht Euchlorin aus 7,02 % Kalium (K), 4,13 % Natrium (Na), 34,23 % Kupfer (Cu), 17,27 % Schwefel (S) und 37,35 % Sauerstoff (O).

## Kristallstruktur
Euchlorin kristallisiert monoklin in der Raumgruppe C2/c (Raumgruppen-Nr. 15) mit den Gitterparametern a = 18,41 Å; b = 9,43 Å; c = 14,21 Å und β = 113,7° sowie 8 Formeleinheiten pro Elementarzelle.

## Eigenschaften
Euchlorin ist wie die meisten Sulfate leicht wasserlöslich.
Die Angabe zur Mohshärte von Euchlorin fehlt bisher ebenso wie die zum Bruchverhalten. Auch die Angaben zur Spaltbarkeit des Minerals ist bisher nur ungenau bekannt und wird mit gut nach zwei Richtungen beschrieben. Die gemessene Dichte für Euchlorin beträgt 3,27 g/cm3 und die berechnete Dichte 3,28 g/cm3.

## Bildung und Fundorte
Euchlorin bildet sich als Ausfällungsprodukt an Fumarolen. An seiner Typlokalität am Vesuv traten als Begleitminerale die Sulfate Dolerophanit und Chalkocyanit sowie die Chloride Eriochalcit und Melanothallit hinzu.
Als seltene Mineralbildung konnte Euchlorin nur an wenigen Fundorten nachgewiesen werden, wobei bisher rund 10 Fundorte dokumentiert sind (Stand 2018). In Italien fand sich das Mineral dabei außer am Vesuv bisher nur noch im Atrio del Cavallo, dem westlichen Teil des Verbindungstals Valle del Gigante zwischen Vesuv und Monte Somma.
An den Fumarolen des Vulkans Izalco im Departamento Santa Ana in El Salvador fand sich Euchlorin vergesellschaftet mit den dort erstmals entdeckten Mineralen Fingerit, Mcbirneyit, Stoiberit, Thénardit und Ziesit. 
Am Vulkan Tolbatschik und dessen nördlichem Bruch mit seinem ersten und zweiten Schlackenkegel auf der Halbinsel Kamtschatka im Fernen Osten Russlands trat das Mineral neben den bereits genannten unter anderem noch zusammen mit kupferhaltigem Anglesit, Fedotovit, gediegen Gold, Tenorit und Vergasovait auf. Daneben kann es Einschlüsse von Coparsit enthalten.
Des Weiteren kennt man Euchlorin noch aus den brennenden Kohle-Halden der Grube Marcel bei Radlin im Rybniker Revier in der polnischen Woiwodschaft Schlesien.